# Naoto Itō
Naoto Itō (Sapporo, 15 agosto 1969) è un ex saltatore con gli sci giapponese.

## Biografia
Nato il 15 agosto 1969 a Sapporo, in Coppa del Mondo esordì il 14 dicembre 1991 nella sua città natale e ottenne l'unico podio in carriera il 5 febbraio 1995 a Falun (3°). Non partecipò né a rassegne olimpiche né iridate.

## Palmarès

### Coppa del Mondo
- Miglior piazzamento in classifica generale: 19º nel 1995
- 1 podio (individuale):
  - 1 terzo posto